# جورج هامبتون
جورج هامبتون (31 أغسطس 1905 في المملكة المتحدة - 29 ديسمبر 2002) (بالإنجليزية: George Hampton)‏ هو لاعب كريكت نيوزلندي.

## وصلات خارجية
- جورج هامبتون على موقع إي آس بي آن كريك إنفو (الإنجليزية)